# Sprinteuropamästerskapen i kanotsport 2006
Sprinteuropamästerskapen i kanotsport 2006 anordnades i Račice, Tjeckien. 

## Medaljsummering

### Medaljtabell

#### Kanot och kajak
| Pl. | Nation         | Guld | Silver | Brons | Totalt |
| --- | -------------- | ---- | ------ | ----- | ------ |
| 1   | Ungern         | 10   | 4      | 4     | 18     |
| 2   | Tyskland       | 4    | 11     | 3     | 18     |
| 3   | Ryssland       | 4    | 1      | 1     | 6      |
| 4   | Belarus        | 2    | 3      | 2     | 7      |
| 5   | Rumänien       | 2    | 2      | 3     | 7      |
| 6   | Slovakien      | 2    | 0      | 0     | 2      |
| 7   | Spanien        | 1    | 1      | 1     | 3      |
| 8   | Polen          | 1    | 1      | 0     | 2      |
| 9   | Storbritannien | 1    | 0      | 0     | 1      |
| 10  | Litauen        | 0    | 2      | 2     | 4      |
| 11  | Tjeckien       | 0    | 2      | 0     | 2      |
| 12  | Ukraina        | 0    | 0      | 3     | 3      |
| 13  | Italien        | 0    | 0      | 2     | 2      |
| 13  | Sverige        | 0    | 0      | 2     | 2      |
| 15  | Frankrike      | 0    | 0      | 1     | 1      |
| 15  | Finland        | 0    | 0      | 1     | 1      |
| 15  | Danmark        | 0    | 0      | 1     | 1      |
| 15  | Israel         | 0    | 0      | 1     | 1      |

### Herrar
| Gren     | Guld                                                                                        | Tid      | Silver                                                                                         | Tid      | Brons                                                                             | Tid      |
| C1-200m  | Maxim Opalev                                                                                | 38,978   | Martin Doktor                                                                                  | 39,531   | Jevgenij Shuklin                                                                  | 39,543   |
| C1-500m  | Maxim Opalev                                                                                | 1:49,935 | Florin Mironcic                                                                                | 1:51,127 | Jurij Tjeban                                                                      | 1:51,155 |
| C1-1000m | Florin Mironcic                                                                             | 3:54,600 | Andreas Dittmer                                                                                | 3:54,844 | Maxim Opalev                                                                      | 3:55,376 |
| C2-200m  | Ryssland Ivan Sjtyl Evgenj Ignatov                                                          | 35,859   | Litauen Raimundas Labuckas Tomas Gadeikis                                                      | 35,503   | Ukraina Dmitro Sablin Sergij Klimniuk                                             | 36,775   |
| C2-500m  | Ryssland Sergej Ulegin Alexander Kostoglod                                                  | 1:39,626 | Tyskland Robert Nuck Stefan Holtz                                                              | 1:40,810 | Rumänien Josif Chirlǎ Andrei Cuculici                                             | 1:40,954 |
| C2-1000m | Polen Marcin Grzybowski Łukasz Woszczyński                                                  | 3:32,807 | Tyskland Christian Gille Tomasz Wylenzek                                                       | 3:32,935 | Belarus Aliaksandr Bahdanovitj Andrei Bahdanovitj                                 | 3:35,039 |
| C4-200m  | Belarus Dzmitrij Vaitsisjkin Dzmitrij Rabtjanka Kanstantsin Sjtjarbak Aliaksandr Vautjetski | 33,241   | Ungern Gábor Horváth Pál Sarudi Márton Joób Péter Balázs                                       | 33,373   | Litauen Kazimieras Reksnys Raimundas Labuckas Jevgenij Miasniankin Tomas Gadeikis | 33,449   |
| C4-500m  | Rumänien Loredan Popa Florin Mironcic Silviu Simiocencu Gabriel Talpă                       | 1:30,286 | Belarus Andrei Bahdanovitj Aliaksandr Bahdanovitj Aliaksandr Zjukouski Aliaksandr Kurliandtjyk | 1:31,818 | Ungern Gábor Fürdök Ferenc Novák Imre Pulai Edvin Csabai                          | 1:33,890 |
| C4-1000m | Tyskland Stephan Breuing Robert Nuck Stefan Holtz Thomas Lück                               | 3:14,459 | Belarus Dzmitrij Rabtjanka Dzmitrij Vaitsisjkin Aliaksandr Vautjetski Kanstantsin Sjtjarbak    | 3:15,407 | Ungern Gábor Balázs Márton Metka Mátyás Sáfrán Róbert Mike                        | 3:16,923 |
| K1-200m  | Ronald Rauhe                                                                                | 34,515   | Carlos Pérez Rial                                                                              | 34,644   | Mykola Kremer                                                                     | 35,252   |
| K1-500m  | Zoltán Benkő                                                                                | 1:38,428 | Anton Ryachov                                                                                  | 1:38,872 | Lutz Altepost                                                                     | 1:39,988 |
| K1-1000m | Tim Brabants                                                                                | 3:28,586 | Zoltán Benkő                                                                                   | 3:30,162 | Markus Oscarsson                                                                  | 3:30,538 |
| K2-200m  | Tyskland Tim Wieskötter Ronald Rauhe                                                        | 31,818   | Litauen Egidijus Balčiūnas Alvydas Duonėla                                                     | 31,958   | Israel Michael Kolganov Barak Lufan                                               | 31,994   |
| K2-500m  | Tyskland Tim Wieskötter Ronald Rauhe                                                        | 1:27,505 | Ungern Gábor Kucsera Zoltán Kammerer                                                           | 1:27,697 | Belarus Vadzim Machneu Raman Piatrusjenka                                         | 1:28,249 |
| K2-1000m | Ungern Gábor Kucsera Zoltán Kammerer                                                        | 3:09,703 | Tyskland Rupert Wagner Andreas Ihle                                                            | 3:10,455 | Spanien Pablo Banos Javier Hernanz Agueria                                        | 3:11,955 |
| K4-200m  | Belarus Raman Piatrusjenka Aliaksei Abalmasau Dziamjan Turtjyn Vadzim Machneu               | 29,893   | Tjeckien Svatopluk Batka Jan Sterba Pavel Holubar Filip Svab                                   | 29,989   | Ungern Viktor Kadler Gergely Gyertyános István Beé Balázs Babella                 | 30,069   |
| K4-500m  | Slovakien Róbert Erban Richard Riszdorfer Michal Riszdorfer Erik Vlček                      | 1:20,136 | Rumänien Alexandru Ceausu Marian Baban Vasile Stefan Alin Anton                                | 1:20,616 | Ungern Attila Boros Gábor Bozsik Attila Csamango Márton Sík                       | 1:20,664 |
| K4-1000m | Slovakien Richard Riszdorfer Michal Riszdorfer Erik Vlček Róbert Erban                      | 2:50,377 | Belarus Dziamjan Turtjyn Aliaksei Abalmasau Vadzim Machneu Raman Piatrusjenka                  | 2:50,437 | Tyskland Lutz Altepost Norman Bröckl Björn Bach Björn Goldschmidt                 | 2:50,733 |

### Damer
| Gren     | Guld                                                                | Tid      | Silver                                                                 | Tid      | Brons                                                                 | Tid      |
| K1-200m  | Teresa Portela Rivas                                                | 39,933   | Tímea Paksy                                                            | 40,181   | Anne-Laure Viard                                                      | 40,949   |
| K1-500m  | Dalma Benedek                                                       | 1:52,218 | Beata Mikołajczyk                                                      | 1:52,802 | Nicole Reinhardt                                                      | 1:52,830 |
| K1-1000m | Dalma Benedek                                                       | 3:53,155 | Katrin Wagner-Augustin                                                 | 3:53,635 | Josefa Idem                                                           | 3:56,735 |
| K2-200m  | Ungern Nataša Janić Katalin Kovács                                  | 36,804   | Tyskland Katrin Wagner-Augustin Fanny Fischer                          | 37,132   | Finland Anne Rikala Jenni Honkanen                                    | 37,168   |
| K2-500m  | Ungern Katalin Kovács Nataša Janić                                  | 1:39,733 | Tyskland Fanny Fischer Katrin Wagner-Augustin                          | 1:41,017 | Italien Fabiana Sgroi Alessandra Galiotto                             | 1:41,381 |
| K2-1000m | Ungern Nataša Janić Katalin Kovács                                  | 3:36,160 | Tyskland Gesine Ruge Judith Hörmann                                    | 3:37,556 | Danmark Anne Lolk Thomsen Mette Barfod                                | 3:38,328 |
| K4-200m  | Ungern Melinda Patyi Nataša Janić Katalin Kovács Tímea Paksy        | 33,939   | Tyskland Gesine Ruge Carolin Leonhardt Nicole Reinhardt Judith Hörmann | 34,777   | Sverige Anna Karlsson Josefin Nordlöw Sofia Paldanius Karin Johansson | 35,125   |
| K4-500m  | Ungern Nataša Janić Krisztina Fazekas Tímea Paksy Katalin Kovács    | 1:31,458 | Tyskland Carolin Leonhardt Judith Hörmann Conny Waßmuth Gesine Ruge    | 1:32,714 | Rumänien Florica Vulpeș Mariana Ciobanu Lidia Talpă Alina Platon      | 1:34,274 |
| K4-1000m | Ungern Alexandra Keresztesi Nataša Janić Katalin Kovács Tímea Paksy | 3:15,389 | Tyskland Tanja Schuck Carolin Leonhardt Miriam Frenken Silke Hormann   | 3:17,617 | Rumänien Florica Vulpeș Mariana Ciobanu Lidia Talpă Alina Platon      | 3:17,885 |